# 파애대회가
《파애대회가》(把爱带回家)는 2014년 방송되었던 중국의 드라마이다.

## 소개
- 병원의 실수로 뒤바뀐 인생을 살게 된 두 여자의 인생 역정을 그린 드라마

## 등장 인물
- 위하오밍 (俞灏明) - 허안 역
- 반시칠 (Sookie Pan) - 시아이모 역
- 심몽진 (沈夢辰) - 진위안만 역
- 리태 (李泰) - 가오춘산 역
- 장다웨이 - 시이리에양 역
- 나인화 (娜仁花) - 리우춘티엔 역
- 초휘 (肖辉) - 랴오치우웨이 역
- 학암 (郝岩) - 지앙싱왕 역
- 양지화 (杨子骅) - 진칭시 역
- 전원 (田源) - 쑨지엔캉 역